# هربرت هارت (لاعب كريكت)
هربرت هارت (بالإنجليزية: Herbert Hart)‏ (21 سبتمبر 1859 - 2 نوفمبر 1895) هو لاعب كريكت بريطاني (وحمل سابقاً جنسية المملكة المتحدة لبريطانيا العظمى وأيرلندا).